# Ryu Eun-hee
Dans ce nom coréen, le nom de famille, Ryu, précède le nom personnel.
Ryu Eun-hee, née le 24 février 1990 à Séoul, est une handballeuse internationale sud-coréenne évoluant au poste d'arrière droite. 

## Biographie
Avec l'équipe de Corée du Sud, elle participe notamment aux jeux olympiques de 2012 où elle finit à la quatrième place. Elle prend également part aux jeux olympiques de 2016.
En 2019, elle remporte le titre de championne de Corée du Sud.
Pour la saison 2019-2020, elle s'engage avec Paris 92 en remplacement de Hanna Bredal Oftedal. 
Elle réalise une très solide première saison puisqu'elle est désignée joueuse du mois de février et termine quatorzième meilleure marqueuse du Championnat avec 4,2 buts de moyenne.
En novembre 2020, très inquiète devant la recrudescence de la pandémie de Covid-19 en France, elle a obtenu d'être libérée de son contrat pour rentrer en Corée du Sud et se préparer pour les JO de Tokyo. Elle retrouve l'Europe à partir de l'été 2021 dans le meilleur club mondial, le Győri ETO KC.

## Palmarès

### En club
compétitions nationales
- championne de Corée du Sud en 2019 (avec Busan Infrastructure Corporation)

### En sélection
Jeux olympiques
- 4e place aux Jeux olympiques 2012 à Londres
- 10e place aux Jeux olympiques 2016 à Rio de Janeiro

Championnats du monde
- 12e place au championnat du monde 2013
- 14e place au championnat du monde 2015
- 10e place au championnat du monde 2017
- 11e place au championnat du monde 2019

Jeux asiatiques
- vainqueur du Jeux asiatiques 2010
- vainqueur du Jeux asiatiques 2014

championnat d'Asie
- finaliste du championnat d'Asie 2010
- vainqueur du championnat d'Asie 2012
- vainqueur du championnat d'Asie 2017
- vainqueur du championnat d'Asie 2018

### Distinctions individuelles
- 2e meilleure marqueuse du championnat du monde 2019
- élue joueuse du mois de février du Championnat de France 2019-2020[3].